# Bóboshevo
Bóboshevo (en búlgaro: Бобошево) es una ciudad de Bulgaria en la provincia de Kiustendil.

## Geografía
Se encuentra a una altitud de 395 m s. n. m. y a una distancia de 89.9 km de la capital nacional, Sofía.

## Demografía
Según estimación de 2012 contaba con una población de 1169 habitantes.
|         | 2004  | 2005  | 2006  | 2007  | 2008  | 2009  | 2010  |
| Mujeres | 780   | 775   | 773   | 762   | 739   | 722   | 704   |
| Varones | 627   | 629   | 621   | 604   | 597   | 588   | 587   |
| Total   | 1 407 | 1 404 | 1 394 | 1 366 | 1 336 | 1 310 | 1 291 |